# Jerzy Borowczak

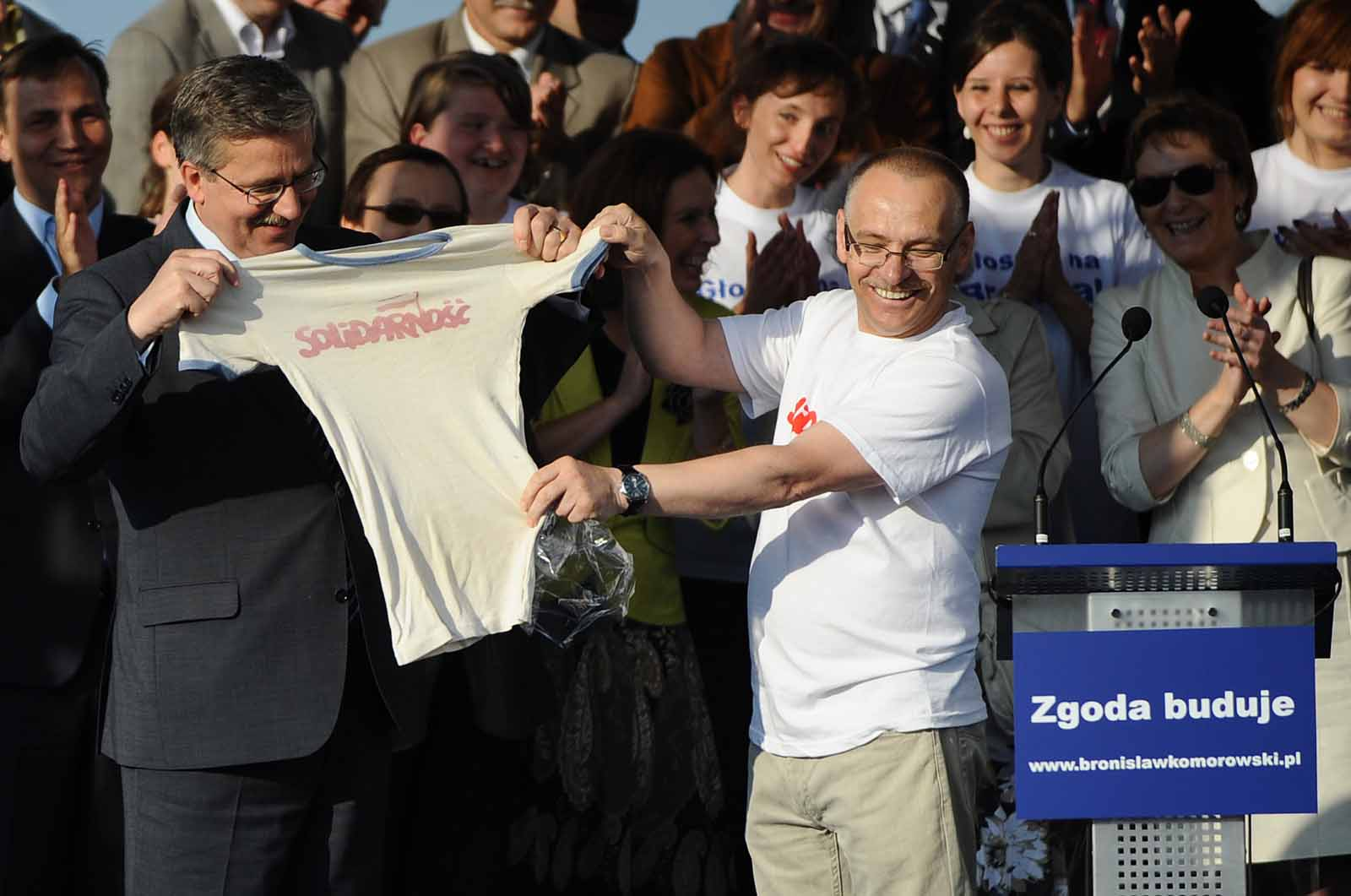
Bronisław Komorowski i Jerzy Borowczak (2010)

Jerzy Stanisław Borowczak (ur. 15 listopada 1957 w Białogardzie) – polski polityk i działacz związkowy, poseł na Sejm III, VI, VII, VIII i IX kadencji.

## Życiorys
Jest synem Kazimierza i Józefy. W 1977 ukończył Zasadniczą Szkołę Rolniczą w Tychowie, a w 1982 technikum budowy okrętów Conradinum. Od 1979 zatrudniony w Stoczni Gdańskiej. Należał do współpracowników Wolnych Związków Zawodowych Wybrzeża. W sierpniu 1980 razem z Bogdanem Borusewiczem, Bogdanem Felskim i Ludwikiem Prądzyńskim zainicjował strajk w Stoczni Gdańskiej. Został wówczas bliskim współpracownikiem Lecha Wałęsy. Po powołaniu NSZZ „Solidarność” został wiceprzewodniczącym komisji zakładowej związku z SG. Po wprowadzeniu stanu wojennego dyscyplinarnie zwolniony, pracował w gdańskiej Spółdzielni Pracy Usług Wysokościowych.
W 1989 powrócił do pracy w Stoczni Gdańskiej, zajął się działalnością związkową w ramach reaktywowanej NSZZ „Solidarność”. Był m.in. przewodniczącym związku w swoim zakładzie pracy.
W 1993 był współzałożycielem stowarzyszenia Bezpartyjny Blok Wspierania Reform. W 2000 objął mandat posła na Sejm III kadencji, zajmując miejsce zmarłej Franciszki Cegielskiej z AWS. W 2001 poparł powstanie Platformy Obywatelskiej, po słabym wyniku w prawyborach nie ubiegał się o reelekcję.
W 2002 objął funkcję dyrektora w Fundacji Centrum Solidarności, a od 2006 także radnego Gdańska z ramienia PO (w 2006 wstąpił do tej partii). Zasiadał w radzie nadzorczej Instytutu Lecha Wałęsy.
W przedterminowych wyborach parlamentarnych w 2007 bez powodzenia kandydował do Sejmu z listy PO w okręgu gdańskim. 20 października 2010 złożył ślubowanie poselskie. W Sejmie zajął miejsce po Sławomirze Nowaku, który objął stanowisko sekretarza stanu w Kancelarii Prezydenta RP. W wyborach w 2011 z powodzeniem ubiegał się o reelekcję, otrzymując 10 504 głosy.
W wyborach w 2015 po raz czwarty został posłem, uzyskując 16 931 głosów. W Sejmie VIII kadencji został członkiem Komisji Gospodarki Morskiej i Żeglugi Śródlądowej oraz Komisji Ochrony Środowiska, Zasobów Naturalnych i Leśnictwa. W 2019 również uzyskał mandat poselski, otrzymując 5491 głosów.
W 2023 ukazała się książka Sierpień’80 rozpoczął Jerzy Borowczak – wywiad rzeka z Jerzym Borowczakiem, który przeprowadziła Beata Gołembiowska. W wyborach w tym samym roku nie został wybrany do Sejmu kolejnej kadencji (otrzymał 4203 głosy).

## Odznaczenia i wyróżnienia
W 2006 odznaczony Krzyżem Oficerskim Orderu Odrodzenia Polski. Wyróżniony tytułem honorowego obywatela Gdańska.